# فرانشيسكو سفورزا بالافيتشينو
فرانشيسكو ماريا سفورزا بالافيتشينو (28 نوفمبر 1607، روما - 4 يونيو 1667، روما)، هو كاردينال وفيلسوف ولاهوتي ومنظر أدبي ومؤرخ كنسي من إيطاليا.
عمل أستاذًا للفلسفة واللاهوت في الكلية الرومانية وغيرها من الصروح الأكاديمية البارزة كأكاديمية لينسيان وأكاديمية الأمير موريس سافوي، وألف العديد من الأطروحات الفلسفية واللاهوتية التي كان لها أثر كبير (والتي أشاد بها غوتفريد فيلهلم لايبنتس وبينيديتو كروتشه وأوغينيو غارين وغيرهم) وسجلًا معروفًا لمجمع ترنت بقي موثوقًا ويُستشهد به حتى أواخر القرن التاسع عشر.

## نشأته وعائلته
ولد بالافيتشينو في روما في 28 نوفمبر 1607. هو الابن البكر للماركيز أليساندرو بالافيتشينو وزوجته الثانية فرانشيسكا سفورزا دي سانتا فيورا، أرملة أسكانيو ديلا بينا ديلا كورنيا. ينحدر من فرع بارما لعائلة بالافيسيني النبيلة والقديمة.
عُمّد باسم فرانشيسكو ماريا سفورزا؛ إذ لُقّب باسمه الأخير تكريمًا لسفورزا بالافيتشينو، وهو كوندوتييرو إيطالي شهير، والكابتن الجنرال لجمهورية البندقية، الذي تبنى الماركيز أليساندرو، وخلف له كل ثروته وجميع ألقابه. تنازل بالافيتشينو عن حق البكورة، نظرًا لكونه الابن الأكبر، ودخل الكهنوت.

## مسيرته المهنية
التحق بالافيتشينو بالكلية الرومانية حيث درس الأدب والفلسفة والفقه، وحصل على شهادة الدكتوراه في الفلسفة عام 1625 وهو يبلغ من العمر 18 عامًا فقط. طُبعت أطروحته التي تحمل عنوان في الفلسفة العالمية، في العام ذاته في مطابع فرانشيسكو كوربيليتي. بعد ذلك بفترة وجيزة، شرع بالافيتشينو في دراسة اللاهوت في نفس الكلية بإشراف جون دي لوغو، وحصل على الدكتوراه في عام 1628.
سرعان ما تعرّف بالافيتشينو الشاب على رواد الحياة الثقافية الرومانية. انتُخب عضوًا في أكاديمية ديغلي أوموريستي وأصبح صديقًا للشاعر فيرجينيو سيزاريني وبعض أبرز الشخصيات الباروكية الإيطالية، بما في ذلك أغوستينو ماسكاردي وفولفيو تيستي وجون باركلي وجوليو ستروزي. أشاد أليساندرو تاسوني به في أحد أبيات قصيدته البطولية الخيالية، الدلو المخطوف. وصفه فيديريكو سيسي بالطفل المعجزة الذي تميز بإرادة عظيمة دؤوبة، وذكر أن إلمامه بالكتابة يبشر بالكثير من الأمور.
كان بالافيتشينو من المؤيدين المتحمسين لغاليليو، وفي 27 يناير 1629 أصبح عضوًا في أكاديمية لينسيان، إلى جانب لوكاس هولستينيوس وبيترو ديلا فالي. بعد صدور دليل سيامبولي، بدأ بالافيتشينو صراعًا صريحًا وشديدًا ضد الأرسطية. بعد وفاة فيديريكو سيسي في عام 1630، اعتبر الكثير بالافيتشينو خليفة له لرئاسة الأكاديمية. وفقًا لبيترو ريدوندي، كان لبالافيتشينو دور في تأخير أو تغيير الهجوم الذي عزم أورازيو غرايسي شنّه ضد المذهب الذري. 
في عام 1630، مُنح رتبة ثانوية في الكنيسة. بعد ذلك بوقت قصير، عينه البابا أوربان الثامن رئيسًا لمحكمتي التواقيع الرسولية للعدالة والرحمة وعضوًا في نظام الحكومة الجديدة ومحفل الحصانة، ومنحه معاشًا تقاعديًا بمقدار 250 سكودو إيطالي.
عندما طُرد صديقه جيوفاني تشيامبولي، الأمين العام للتقارير والمذكرات، بتهمة الخدمة المشينة، لم يكن بالافيتشينو راضيًا عن ذلك، ما أثر على مكانته في المحكمة البابوية على نحو خطير. في عام 1632، أُرسل ليحكم مدن مقاطعة إيسي وأورفييتو وكاميرينو. عاد بالافيتشينو إلى روما في عام 1636، على النقيض من تشيامبولي، الذي توفي في إيسي عام 1643 دون أن تطأ قدمه روما مرة أخرى.
متجاهلًا اعتراضات والده، انضم بالافيتشينو إلى المجتمع اليسوعي في 21 يونيو 1637. أصبح أستاذًا للفلسفة في الكلية الرومانية بعد عامين من التدريب. في عام 1643، أصبح بالافيتشينو خليفة جون دي لوغو، الذي أصبح كاردينالًا، في منصب اللاهوت، وهو منصب شغله حتى عام 1651 بينما اضطلع بتأدية المهام التي أوكلها البابا إنوسنت العاشر له كذلك. عُيّن عضوًا في اللجنة التي نظرت في كتابات كورنيليوس يانسن ومارتن دي باركوس، فكان له دور في إدانة عملين لدي باركوس في عام 1647. عارض سفورزا بالافيتشينو الينسينية بشدة بينما أيد التقاليد اللاهوتية اليسوعية، وعلى الرغم من أنه لم يعارض الاحتمالية صراحة، والتي درسها سابقًا خلال مسيرته العلمية، لم يتغاض عن نتائجها التي كانت ذات طابع راديكالي.

## الكاردينال بالافيتشينو
منح البابا ألكسندر السابع بالافيتشينو لقب كاردينال غير مُعلن في أول تنصيب له في 9 أبريل 1657. أُعلن عن تعيينه في مارس 1650. حصل على القبعة الحمراء ولقب سان سالفاتور لاورو في 6 ديسمبر 1660. عُيّن كذلك مختبِرًا للأساقفة، وبعد ذلك بوقت قصير عضوًا في جماعة المكتب المقدس. بصفته مشرفًا على اليسوعيين المتدربين في كويرينال، اضطلع بالافيتشينو على نحو وثيق في التخطيط لكنيسة سانت أندريا كويرينال، التي صممها جان لورينزو برنيني منذ عام 1658.
خلال الأعوام الأخيرة من حياته، كان لبالافيتشينو دور بارز في الحياة الثقافية الإيطالية. أصبح عضوًا في الشبكة الدولية للشعراء اللاتينيين الجدد الذين تجمعوا حول ألكسندر السابع. أيد أنشطة أكاديمية التجربة بشدة وشارك فيها. كلفه ليوبولدو دي ميديشي بمهمة التنقيح الأسلوبي للمنشور الوحيد الصادر عن الأكاديمية والذي حمل عنوان مقالات عن التجارب الطبيعية. في 3 فبراير 1665، انضم إلى أكاديمية ديلا كروسكا، والتي ضمت رابطة من العلماء والكتاب المتحدثين باللغة الإيطالية. كان الكاردينال حاميًا مخلصًا للمصالح التي تربط جيان لورنزو بيرنيني في روما مع البلاط الفرنسي، بالإضافة إلى مرشد ابنه الأكبر بيترو فيليبو. توجد صورة رسمها بيرنيني لبالافيتشينو بالطباشير الأحمر على ورق مصقول في معرض الفنون بجامعة ييل.
بسبب سوء حالته الصحية، لم يتمكن بالافيتشينو من المشاركة في المجمع المغلق لعام 1667، الذي انتخب البابا كليمنت التاسع، وتوفي في غرفته في منزله بسانت أندريا الكويرينالي اليسوعي في 5 يونيو 1667، عن عمر يناهز 59 عامًا. تولى تلميذه سيلفستر موروس العناية به وهو على فراش الموت. وفقًا لما ورد في وصيته الأخيرة، دُفن بالافيتشينو في كنيسة سانت أندريا الكويرينالية. دُفن أسفل نصب صممه المهندس المعماري الباروكي ماتيا دي روسي.